# Hit FM (中国国际广播电台)
Hit FM，频率呼号为中国国际广播电台劲曲调频，是中国国际广播电台（CRI）旗下第二套对内广播频率，且专门介绍环球流行音乐的广播媒体，于2003年4月16日率先在北京开播，结束了中国大陆没有欧美音乐专业电台的历史。其前身是1999年开播的多语种调频广播。该频道采用类型化音乐电台（Pure Format Radio）操作模式，属于商业运作，全天24小时滚动播出全球热门金曲，且排行榜类型的节目比较多。电台最初主要面向北京听众广播，在北京欧美乐迷中口碑甚好，称之为887。目前该频道在北京、上海直接落地播出。

## 频道历史
1999年3月28日，中国国际广播电台第二套对内广播于北京正式开播。该频道以英语、西班牙语、阿拉伯语、法语、德语、朝鲜语、日语、俄语、广州话等9种语言进行广播。
2003年4月16日，第二套对内广播全面改版，并以“Hit FM（劲曲调频）”的频道名称正式推出。改版后以多语种国际新闻和国际交流音乐为主体，逢整点播出外语新闻，并大幅增加外语音乐节目比例。现时该频道已取消所有非英语的外语节目。

## DJ
- Mike D（已于2022年7月15日主持完最后一期早间节目后离职）[1]
- Andy
- Lika
- Valen
- 国鹏（GP）
- Haze（王子寅）(已离职)
- Max (佳伟)
- LQ
- Sienna

## 播出节目
- Hit FM Music Flow 音乐流
- Hit Morning Call 音乐叫早
- Weekend Morning Show 周末早间音乐
- Morining Hits 阳光音乐早餐
- At Work Network 工作随身听
- Lazy Afternoon 慵懒下午茶
- Big Drive Home 开车现场秀（BDH）
- New Music Express 新音乐速递
- Hit FM Dance 电音世界(Carta & Co, A State of Trance, Hardwell on Air, Protocol Radio, Club Life, COTW:Call of The Wild, Identity Radio, Rave Culture Radio, Spinnin' Sessions, Jack'd Radio, Trap Nation Radio, Maxximize on Air w/ Blasterjaxx)
- Hit FM OST 电影原声坊 (已转为网络播出)
- Hit FM She Says 她说 (已停播)
- Hit FM Rock DJ 摇滚DJ
- American Top 40（英语：American Top 40） with Ryan Seacrest (已停播)
- Hit FM Top20 Countdown 顶尖20排行榜
- Hit the Road 在路上
- Soul Make 心灵制造
- CTDM Chart 中国电子音乐巅峰榜

## 覆蓋範圍
該頻道開播初期僅覆蓋北京地區，後來在上海、廣州、天津、重慶直接落地播出（天津、重慶兩地後來取消播出該頻道）。
2010年後，中國國際廣播電台與一些縣級廣播電台簽訂合作轉播協議，包括HitFM在內的國廣三套對內頻率得以覆蓋更多的城市。2016年時，HitFM除北上廣外，也可在成都、武漢、長沙、鄭州、南京等5座城市收聽（通過臨近縣級電台轉播）。
2018年後，由於廣電總局的叫停和在部分城市收聽率低等，HitFM逐漸取消在鄭州、長沙、武漢、南京等地的轉播，原頻率重新由當地縣級電台使用，当时僅在成都地區通過彭州電台頻率FM88.7播出本地版本的節目。2023年2月份，成都地區的FM 88.7停止轉播Hit FM，原頻率重新由當地縣級電台使用。至此Hit FM覆蓋的地區只剩下了北上廣三地。
HitFM曾在武汉与新洲区融媒体中心合作落地播出；也曾在成都與當地縣級電台合作落地播出。目前成都的FM 88.7频率已停止转播Hit FM，原频率改为播出当地电台自制节目。
据网友回忆，广东省湛江市为了对标一线城市，于2024年2月左右开始疑似利用本地的遂溪螺岗发射台发射频率及内容为FM88.7的Hit FM电台，但信号源可能转播的是亚太6C上的北京版Hit FM，并非“当地”—广州版的Hit FM，后该频率又在同年9月份左右停止发射，“消失”在电波中。该网友猜测FM88.7频率只是作为一个测试信号使用。
2025年1月1日，广东广播电视台与中央广播电视总台签订的合同期满后未续约，广州的越秀山发射台已停止转播Hit FM。

## 收听方式

### FM广播
| 城市         | 频率     | 备注 |
| ------------ | -------- | --- |
| 北京         | 88.7MHz  | 每周二00:00-05:00、13:00-17:00停机检修                                                                      |
| 上海         | 87.9MHz  | |
| 广州         | 88.5MHz  | 2025年1月1日停止播出。                                                                                      |
| 广东省湛江市 | 88.7MHz  | 节目内容同步转播北京版Hit FM，2024年2月份起开始发射并转播，同年9月份前停止发射并停播。                      |
| 成都         | 88.7MHz  | 2023年2月起取消轉播，原频率恢复彭州市广播电视台自办节目并更改二级呼号“成都潮台88.7”，仍以播出欧美音乐为主。 |
| 武汉         | 88.8MHz  | 使用新洲区融媒体中心第二套广播频率播出，2023年5月底停播，原因未知；同年10月复播。                           |
| 长沙         | 95.9MHz  | 2018年4月起取消轉播                                                                                         |
| 南京         | 102.0MHz | 2023年5月起取消轉播，原频率改为转播中央人民广播电台中国之声并逐步恢复自办节目。                             |
| 郑州         | 92.8MHz  | 2018年3月起取消轉播，原频率恢复新密市广播电视台的自办节目。                                                 |
| 厦门         | 90.1MHz  | 2018年5月末起已取消转播                                                                                     |
| 天津         | 105.4MHz | |
| 重庆         | 91.2MHz  | 已取消转播，计划于2023年底或2024年初恢复对重庆主城区的落地播出。                                            |

### 卫星广播
- 亚太6C（134°E，Ku波段）
- 中星6E（115.5°E，C波段）